# Boulevard des Antilles
Ne doit pas être confondu avec Quai des Antilles.
Le boulevard des Antilles est une rue de Nantes, en France.

## Situation et accès
Située sur l'île de Nantes, cette voie rectiligne qui est orientée sur un axe sud-ouest/nord-est, longe le quai des Antilles à environ 70 m à l'est de celui-ci, et part du quai Président-Wilson pour rejoindre le boulevard de la Prairie-au-Duc.

## Origine du nom
Il porte le nom de l'archipel des Antilles.

## Historique
Son histoire est intiment liée à celle du « quai des Antilles » créé en 1902, au point d'être parfois confondu avec celui-ci (y compris sur certains plans de la ville de Nantes). Mais la construction des hangars qui longent le quai (comme le Hangar à bananes), va amener à dédier sa partie orientale à la circulation automobile donnant ainsi naissance au boulevard.
Jusqu'à la réhabilitation du Hangar à bananes en un lieu festif avec bars, restaurants, discothèque, espaces de loisir en 2007, cette artère était exclusivement bordée par des installations portuaires et industrielles (dont la grue Titan grise, à l'extrémité sud, est l'un des vestiges les plus significatifs).
Cependant le réaménagement de l'île de Nantes doit amener à un bouleversement de la physionomie des lieux d'ici à 2030. Ainsi, les voies ferrées de la gare de l'État qui borde le boulevard à l'est, doit laisser la place à plusieurs parcs paysagers séparés entre eux par des groupes d'immeubles, dont l'extrémité nord accueille déjà l'écoquartier de la Prairie-au-Duc (à cet effet, une troisième artère, le boulevard de l'Estuaire, débouche au nord-est du boulevard des Antilles depuis la rentrée 2013, afin de drainer une partie de l'« écoquartier de la Prairie-au-Duc »).
Le nom du boulevard dont le nom lui fut attribuée par délibération du conseil municipal du 5 décembre 2008, est directement inspiré de celui du quai des Antilles, baptisé en 1905. D'autres voies du même secteur sont dotées de noms qui évoquent les possessions coloniales françaises liées à l'activité portuaire de Nantes : la rue de Saint-Domingue, la rue de la Guyane, la rue du Tonkin.
La ligne de Chronobus C5 qui a été mise en service le 26 août 2013, dessert le boulevard durant son service nocturne et a son terminus à l'arrêt « Hangar à bananes » situé à son extrémité sud. Le 27 février 2020, cette ligne est remplacée par la ligne 5 de Busway.